# Glanzmeerschweinchen
Das Glanzmeerschweinchen (Cavia fulgida) ist eine Art aus der Gattung der Eigentlichen Meerschweinchen (Cavia). Die Tiere leben im Südosten von Brasilien.

## Merkmale
Das Glanzmeerschweinchen hat eine Kopf-Rumpf-Länge von 22,0 bis 27,0 Zentimetern und die Ohrlänge beträgt 35 bis 45 Millimeter, für das Gewicht liegen keine spezifischen Werte vor. Die Färbung entspricht der des Gemeinen Meerschweinchens (Cavia aperea), der Rücken ist allerdings stärker rötlich-braun und der Bauch ist sandfarben. Zudem haben die Tiere ein schmales schwarzes Band, das sich über die Kehle zieht.
| 1 | · | 0 | · | 1 | · | 3 | = 20 |
| 1 | · | 0 | · | 1 | · | 3 | = 20 |

Wie alle Meerschweinchen besitzt auch das Glanzmeerschweinchen ein typisches Nagetiergebiss mit zu Nagezähnen umgewandelten Schneidezähnen (Incisivi) und eine darauf folgende Zahnlücke (Diastema). Sowohl im Oberkiefer als auch im Unterkiefer folgen pro Hälfte je ein Prämolar sowie drei Molaren. Insgesamt verfügen die Tiere damit über ein Gebiss aus 20 Zähnen. Die Zähne sind bei allen Arten hypsodont und nach vorne zusammenlaufend. Die Zahnkronen sind prismatisch und die Zähne wachsen zeitlebens nach. Anders als andere Arten der Gattung besitzt der hinterste Backenzahn des Glanzmeerschweinchens eine tiefe Einkerbung an der Außenseite des Vorderendes am hinteren Zahnhöcker.
Der Karyotyp besteht aus einem doppelten Chromosomensatz von 2n = 64 Chromosomen, die Zahl langer Chromosomenarme (fundamental number, FN) beträgt 112.  Bei anderen Cavia-Arten variiert die Anzahl der Chromosomen zwischen 62 oder 64, die Zahl langer Chromosomenarme zwischen 90 bei domestizierten Hausmeerschweinchen und 124 bei verschiedenen wilden Cavia-Arten.

## Verbreitung

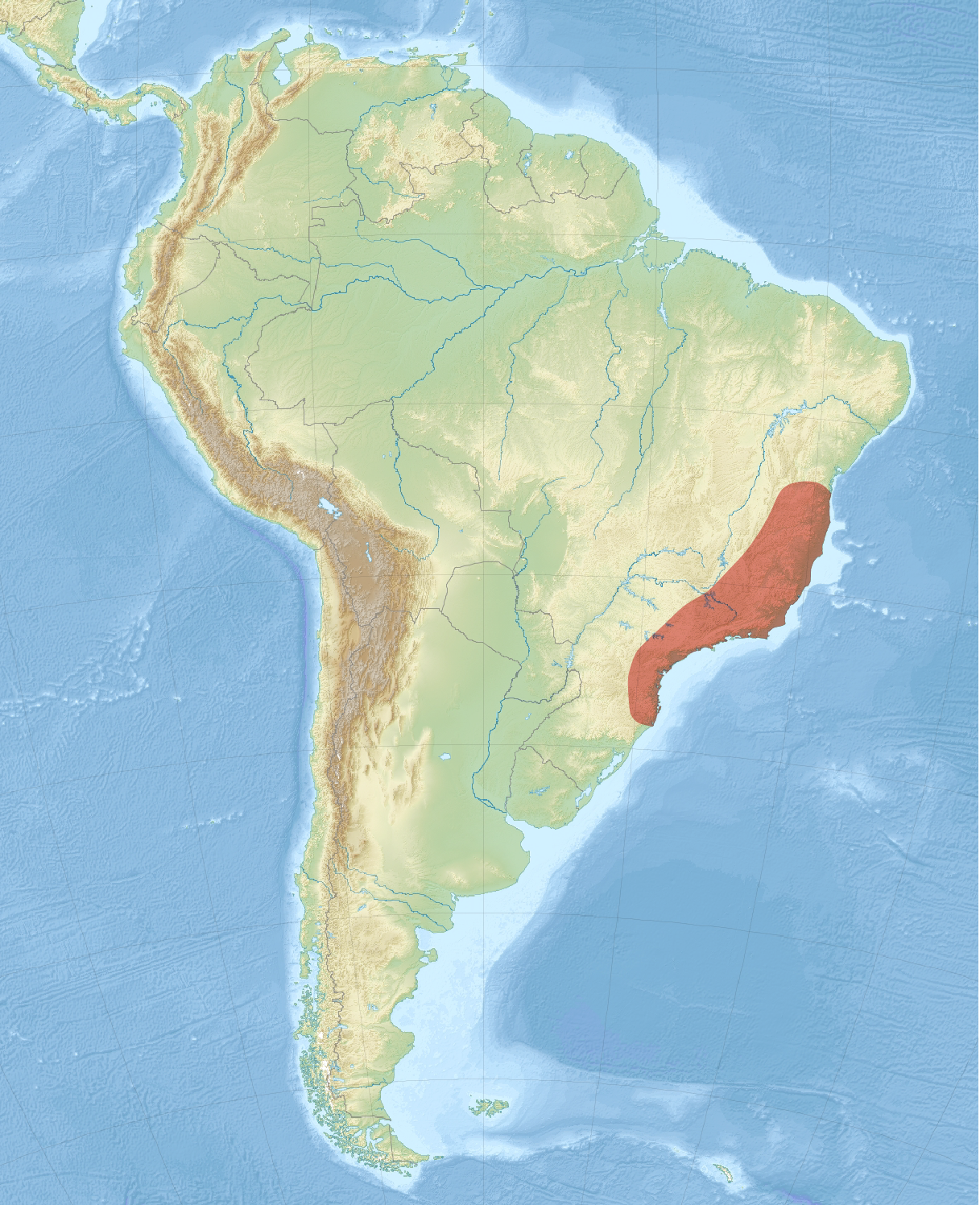
Verbreitungsgebiet des Glanzmeerschweinchens

Das Glanzmeerschweinchen ist im Südosten von Brasilien verbreitet, das Verbreitungsgebiet zieht sich entlang der Küste von Lagoa Santa in Minas Gerais bis Santa Catarina.

## Lebensweise
Über die Lebensweise des Glanzmeerschweinchens liegen nur wenige Informationen vor. Es lebt in teilweise überfluteten Sumpfgebieten im tropischen Regenwald Brasiliens und in semimontanen Regionen entlang der brasilianischen Küste. Im Nationalpark Brasília wurden die Tiere in überfluteten Gebieten mit Wassertiefen von drei bis vier Zentimetern gefunden, die Vegetation dieses Habitats war dominiert von mehrjährigen Gräsern in Büscheln von etwa 53 Zentimetern Höhe. Spezifische Angaben zur Ernährung sind nicht bekannt, die Tiere sind jedoch ohne Zweifel Pflanzenfresser.
Das Verbreitungsgebiet des Glanzmeerschweinchens überlappt sich teilweise mit dem des Gemeinen Meerschweinchens, mit dem es entsprechend sympatrisch vorkommt. Eine Überschneidung der Verbreitungsgebiete mit denen des Riesenmeerschweinchen (Cavia magna) gibt es dagegen nicht. Im Nationalpark Brasília leben die Tiere zudem sympatrisch mit der Grabmaus (Oxymycterus roberti) und Necromys lasiurus. In der Küstenregion von Espírito Santo konnte der Krabbenwaschbär (Procyon cancrivorus) als Beutegreifer für die Meerschweinchen nachgewiesen werden.

## Systematik
Das Glanzmeerschweinchen wird als eigenständige Art innerhalb der Gattung Cavia  eingeordnet. Die wissenschaftliche Erstbeschreibung stammt von Johann Georg Wagler aus dem Jahr 1832. Er beschrieb die Art anhand von Individuen, die Johann Baptist von Spix „von seiner Reise am Amazonenstrom zurückbrachte“.
Innerhalb der Art werden keine Unterarten beschrieben.

## Gefährdung und Schutz
Die Art wird von der International Union for Conservation of Nature and Natural Resources (IUCN) als nicht gefährdet (Least concern) gelistet. Begründet wird dies mit dem verhältnismäßig großen Verbreitungsgebiet und den stabilen Beständen. Bestandsgefährdende Risiken sind für diese Art nicht bekannt. Lokal werden die Tiere zur Nahrungsbeschaffung bejagt, allerdings nicht bestandsgefährdend.

## Belege
1. 1 2 3 4 5 6  
Shiny Guinea Pig. In: T.E. Lacher jr: Family Caviidae In: Don E. Wilson, T.E. Lacher, Jr., Russell A. Mittermeier (Herausgeber): Handbook of the Mammals of the World: Lagomorphs and Rodents 1. (HMW, Band 6) Lynx Edicions, Barcelona 2016, S. 433. ISBN 978-84-941892-3-4.
2. 1 2  
Systematics. In: Thomas E. Lacher, Jr.: Family Caviidae In: Don E. Wilson, T.E. Lacher, Jr., Russell A. Mittermeier (Herausgeber): Handbook of the Mammals of the World: Lagomorphs and Rodents 1. (HMW, Band 6) Lynx Edicions, Barcelona 2016, S. 406–407. ISBN 978-84-941892-3-4.
3. ↑  
„Morphological Aspects“ In: Thomas E. Lacher, Jr.: Family Caviidae In: Don E. Wilson, T.E. Lacher, Jr., Russell A. Mittermeier (Hrsg.): Handbook of the Mammals of the World: Lagomorphs and Rodents 1. (HMW, Band 6) Lynx Edicions, Barcelona 2016, S. 406–411.
4. ↑  
Jonathan L. Dunnum: Cavia Pallas, 1766 In: James L. Patton, Ulyses F.J. Pardinas, Guillermo D’Elía (Hrsg.): Mammals of South America, Volume 2 – Rodents. The University of Chicago Press, Chicago 2015; S. 691–692. ISBN 978-0-226-16957-6.
5. 1 2  Jonathan L. Dunnum,  Jorge Salazar-Bravo: Karyotypes of some members of the genus Cavia (Rodentia: Caviidae) from Bolivia. Mammalian Biology 71, 2006; S. 366–370. doi:10.1016/j.mambio.2006.04.006.
6. 1 2 3 4 5 6 7  
Jonathan L. Dunnum: Cavia fulgida Wagler, 1832 In: James L. Patton, Ulyses F.J. Pardinas, Guillermo D’Elía (Hrsg.): Mammals of South America, Volume 2 – Rodents. The University of Chicago Press, Chicago 2015; S. 697–698. ISBN 978-0-226-16957-6.
7. 1 2  
Cavia fulgida in der Roten Liste gefährdeter Arten der IUCN 2022. Eingestellt von: G. Amori, 2016. Abgerufen am 24. August 2022.
8. ↑  Jonathan L. Dunnum, Jorge Salazar-Bravo: Molecular systematics, taxonomy and biogeography of the genus Cavia (Rodentia: Caviidae). Journal of Zoological Systematics and Evolutionary Research 48 (4), 2010; S. 376–388.doi:10.1111/j.1439-0469.2009.00561.x
9. 1 2  
Cavia fulgida. In: Don E. Wilson, DeeAnn M. Reeder (Hrsg.): Mammal Species of the World. A taxonomic and geographic Reference. 2 Bände. 3. Auflage. Johns Hopkins University Press, Baltimore MD 2005, ISBN 0-8018-8221-4.